# Conversifastigia gressitti
Conversifastigia gressitti är en insektsart som beskrevs av Liu, C. och Kang 2008. Conversifastigia gressitti ingår i släktet Conversifastigia och familjen vårtbitare. Inga underarter finns listade i Catalogue of Life.